# Župnijski upravitelj
Župnijski upravitelj, tudi provízor, je v Rimskokatoliški cerkvi duhovnik, ki je začasno imenovan za upravljanje župnije, običajno v primeru, ko je župnija brez stalnega župnika. Njegova naloga je skrb za pastoralno oskrbo župljanov in upravljanje župnije, vse dokler škof z odlokom ne imenuje stalnega župnika.
Župnijski upravitelj je torej začasna cerkvena funkcija, brez možnosti trajnega vodenja župnije in z omejenim razpolaganjem z župnijskim premoženjem.
Vsi upravitelji so dolžni svojo službo opravljati s skrbnostjo dobrega gospodarja, paziti, da ne bo kako razpadlo ali utrpelo škode (ZCP, Kan. 1284). Za odtujitev premoženja, katerega vrednost presega najnižjo določeno vsoto, se zahteva upravičen razlog, kot je velika nuja, očitna korist, bogoljubnost, krščanska dobrodelnost ali drug tehten pastoralni razlog (ZCP, Kan. 1293). Hkrati pa Zakonik cerkvenega prava (ZCP) brez pisnega dovoljenja prepoveduje tudi prodajo, najem ali zakup cerkvenega premoženja s strani upraviteljev (v veliki meri duhovnikov), njihovim sorodnikom in svakom do četrtega kolena, razen če gre za manjše stvari.

## Posli rednega upravljanja župnije
Premoženje duhovnika je jasno ločeno od cerkvenega premoženja, katerega vrhovni upravitelj je papež. Zakonik cerkvenega prava (ZCP) določa, da cerkveno premoženje upravlja tisti, ki cerkveno pravno osebo vodi, pri upravi pa lahko sodelujejo tako kleriki kot laiki. Upravljanje s premoženjem se deli na posle redne in posle izredne uprave. Kateri so ti posli, določa lokalna škofovska konferenca, ki določa tudi mejne vrednosti poslov, za katere duhovnik oz. upravitelj župnije potrebuje dodatno dovoljenje. Posamezne škofije lahko premoženjske zadeve dodatno z odloki urejajo tudi same.
Za območje slovenske škofovske konference velja, da upravitelj dovoljenja krajevnega škofa ne potrebuje za enkratne in vezane posle (sklenjene v enem letu, ki se nanašajo na isti predmet oz. posel) do vrednosti 70.000 evrov. To navodilo pa ima tudi izjeme. Upravitelj tako dovoljenje krajevnega škofa potrebuje za gradbena dela in naložbe v cerkveno premoženje nad 7.000 evrov, za odtujitev premičnin nad 7.000 evrov, nakup nepremičnine ali premičnine nad 7.000 evrov in finančne naložbe v sklade, vrednostne papirje in dragocene kovice, ki presegajo vrednost 7.000 evrov.

## Posli izredne uprave
Med posle izredne uprave pa sodi množica poslov, ki nimajo omejitve vrednosti in vsote. Med te sodijo odtujitve nepremičnin, zakupne in najemne pogodbe, ki se sklepajo za dobo, daljšo od enega leta, služnostne pogodbe, pravni posli s premičninami, ki imajo umetniško, zgodovinsko ali kulturno vrednost in so predmet posebnega verskega češčenja ali pa so bile Cerkvi podarjene na podlagi zaobljube, zaposlovanje oseb, vložitev civilnih tožb, sprememba namembnosti in številne druge.
Da so posli izredne uprave župnije sklenjeni veljavno, mora upravitelj za posle do 70.000 evrov pridobiti predhodno pisno dovoljenje škofa ali nadškofa, za posle od 70.000 do 700.000 evrov pa mora upravitelj poleg pisnega dovoljenja škofa pridobiti še soglasje škofijskega zbora svetovalcev in gospodarskega sveta. Za posle nad 700.000 evrov in odtujitve stvari iz zaobljube ali dragocenih umetniških del ali starinskih predmetov katerekoli vrednosti poleg že naštetih dovoljenj mora pridobiti še pisno dovoljenje Svetega sedeža.